# Шацкий, Станислав Теофилович
Станисла́в Теофи́лович Ша́цкий (1 [13] июня 1878, Воронино, Смоленская губерния, Российская империя — 30 октября 1934, Москва, СССР) — русский и советский педагог-экспериментатор, автор многих трудов по вопросам воспитания.
Свою педагогическую деятельность начал в 1905 году среди детей и подростков рабочих окраин Москвы, где вместе c А. У. 3еленко и другими педагогами создавал первые в России детские клубы. B 1905 году С. Т. Шацкий и А. У. 3еленко открыли в Москве клуб для детей. В 1906 создал общество «Сетлемент», которое в 1908 году было закрыто полицией за пропаганду социализма среди детей, а сам Шацкий арестован. С 1910 года руководил обществом «Детский труд и отдых». В 1911 г. основал летнюю детскую колонию «Бодрая жизнь»  (на территории современного города Обнинска). С 1919 по 1932 год руководит трудами первой опытной станции по народному образованию. С 1932 по 1934 год директор Московской консерватории и Центральной педагогической лаборатории.

## Биография
Станислав Теофилович Шацкий родился в Воронино Смоленской губернии, происходил из дворянской семьи, многолюдной, с выраженными религиозными настроениями (католицизм). Потом он заметит: «для занятия педагогикой нужен определённый склад души…». В 1885 году он принят в 6-ю Московскую гимназию, считавшуюся на то время одной из лучших в Москве. Воспоминания об учёбе в ней сохранились в книге С. Т. Шацкого «Годы исканий» (Ч.1. «Старая школа»), где он описывает, как в ней шла постоянная война учителей и учеников, ненадолго прерывавшаяся лишь во время экзаменов, когда интересы тех и других сближались. Характерный отрывок: «после учебного года ученики группами идут и жгут или топят учебники». Возможно, поэтому Шацкий потом всю жизнь проводил педагогику сотрудничества, что для того времени было весьма необычно (едва ли не единственным исключением тех лет была школа Л.Толстого).
«Моя педагогическая вера выросла из отрицания того, как меня учили и воспитывали» напишет Станислав Теофилович позднее.
Через восемь лет, в 1893 году, С. Шацкий поступил в Московский университет (сначала на Мехмат, затем переводится на медицинский факультет, но и там долго не задерживается), затем — в Петровскую (Тимирязевскую) сельскохозяйственную Академию.
Последний переход объяснялся просто: Шацкий уже решил стать педагогом, при этом за образец для себя считал в то время школу Л. Н. Толстого в Ясной Поляне, где учащиеся много внимания уделяли труду, особенно на земле, в поле. Поскольку Шацкий считал для себя необходимым всё делать профессионально, то он перешёл в с/х академию на специальность агронома именно для того, чтобы грамотно и умело руководить занятиями своих будущих учеников на земле. В 1905 году он посчитал, что получил необходимые знания, и оставил академию, не окончив её (несмотря на очевидные успехи и приглашения заняться научной работой по данному направлению).
В 1899—1901 годах занимался в Московской Консерватории по классу вокала в классе У. Мазетти. Занятия были настолько успешными, что, хотя он и не окончил Консерваторию, его пригласили в оперную группу Большого театра. В Консерватории он знакомится со своей будущей супругой В. Н. Демьяновой, с которой обвенчался в феврале 1906 года, окончившей её с красным дипломом по классу фортепиано. Но его привлекало иное — педагогика.

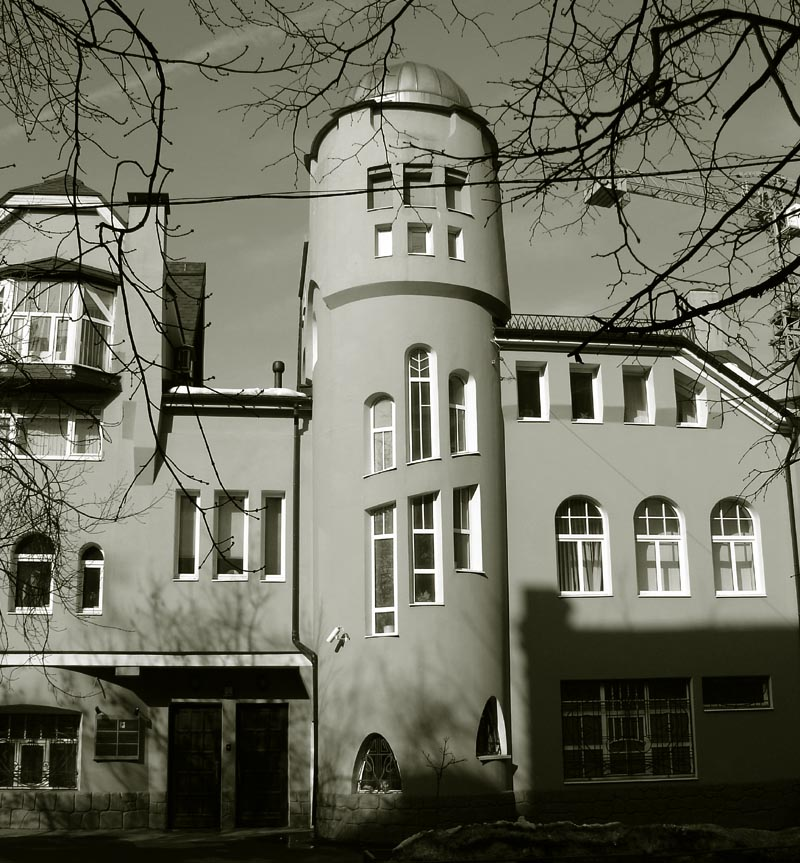
Детский клуб общества «Сетлемент» в Москве, построен на средства Николая Второва по инициативе Александра Зеленко и Станислава Шацкого

Свою педагогическую деятельность С. Т. Шацкий начал с попытки создания частной школы, в чём ему было отказано, поэтому в 1905 году на рабочих окраинах Москвы он вместе c архитектором А. У. 3еленко и другими педагогами создаёт первые в России детские клубы. В 1906 году он организовал общество «Сетлемент» («Поселение» — с англ.), которое в 1908 году было закрыто полицией за пропаганду социализма среди детей, а сам Шацкий был арестован. С 1910 года руководит обществом «Детский труд и отдых». В 1911 году организовал летнюю детскую колонию «Бодрая жизнь». В 1917 году состоял членом Московской городской управы, не будучи гласным городской думы. С 1919 по 1932 год по предложению А. В. Луначарского руководил работой первой опытной станции по народному образованию. В 1932—1934 годах руководил Центральной экспериментальной лабораторией Наркомпроса РСФСР и в то же время с 13 февраля 1932 года до своей скоропостижной смерти был директором Московской консерватории.
Умер в Москве 30 ноября 1934 года, похоронен на новом Донском кладбище.

## Педагогические идеи и вклад в развитие российской педагогики

### До 1917 года
Возникновение первых внешкольных учреждений для детей в России связано c именами С. Т. Шацкого и А. У. 3еленко. Созданные в Москве в районе Бутырской слободы и Марьиной рощи детские клубы и детский сад носили общее название «Дневной приют для приходящих детей». K весне 1906 года приют посещали около 150 детей. При приюте были открыты мастерские (слесарная, столярная, швейная). На базе приюта было организовано культурно-просветительное общество «Сетлемент». Название общества было подсказано опытом создания в Америке сетлементов — поселений культурных интеллигентных людей среди бедных слоев населения для проведения просветительской работы. Общество «Сетлемент», созданное С. Т. Шацким, А. У. Зеленко и другими педагогами, ставило главной целью удовлетворение культурных и социальных потребностей детей и молодежи из малообеспеченной и малокультурной части населения, фактически лишённой возможности получить школьное образование. Помимо детского сада и детских клубов общество имело ремесленные курсы и начальную школу. Общество вело культурно-просветительскую работу и среди взрослого населения. Практическая работа c детьми основывалась на педагогической концепции, которую разрабатывали члены общества. Эта концепция исходила из необходимости создания условий, которые помогли бы детям жить богатой эмоциональной и умственной жизнью. B обучении упор был сделан на усвоении практически значимых для жизни детей знаний. Отношения между педагогами и детьми понимались как отношения между старшими и младшими товарищами. Большое значение придавалось воспитанию y детей чувства товарищества, солидарности, коллективизма. Необычным явлением для педагогической практики того времени была организация детского самоуправления.
B 1908 году общество было закрыто по распоряжению правительства, которое увидело в его деятельности попытку проведения социализма среди маленьких детей. B следующем году С. Т. Шацкий и его сподвижники создают общество «Детский труд и отдых». Была продолжена работа детского сада, клуба, начальной школы. Из-за ограниченности средств общество было не в состоянии охватить большое число детей. Руководители общества искали новые формы организации детей.
B 1911 году общество открыло детскую летнюю трудовую колонию «Бодрая жизнь» (на территории современного города Обнинска). B создании колонии большую роль сыграла Валентина Николаевна Шацкая (1882—1978), жена С. Т. Шацкого, впоследствии ставшая крупнейшим специалистом по проблемам музыкального воспитания детей. В этой колонии каждое лето жили 60-80 мальчиков и девочек, занимавшихся в клубах общества «Детский труд и отдых». Основой жизни в колонии был физический труд: приготовление пищи, самообслуживание, благоустройство, работа на огороде, в саду, в поле, на скотном дворе. Свободное время отводилось играм, чтению, беседам, постановкам спектаклей-импровизаций, занятиям музыкой, пению. Анализируя опыт колонии, С. Т. Шацкий сделал вывод, что физический труд оказывает организующее влияние на жизнь детского коллектива. Трудовые занятия детей имели и образовательное значение, они были источником знаний o природе, сельскохозяйственном производстве, способствовали выработке трудовых навыков. Первые внешкольные учреждения во многом выполняли компенсирующую функцию — занятия в этих учреждениях восполняли отсутствие y детей школьного образования. Вместе c тем они помогали устроить досуг детей, способствовали обогащению их общения. Инновационный характер первых внешкольных учреждений был обусловлен благородными мотивами их основателей, a также новыми педагогическими взглядами на вопросы воспитания детей.
B мае 1919 года С. Т. Шацкий устраивает на основе учреждений общества «Детский труд и отдых» опытно-показательные учреждения Народного комиссариата просвещения РСФСР, которые составили Первую опытную станцию по народному образованию. Сельское отделение станции в Калужской губернии включало 13 школ первой ступени, школу второй ступени и четыре детских сада. Задачи методического центра отделения выполняла колония «Бодрая жизнь». Городское отделение станции в Москве объединяло детский сад и школы первой и второй ступени. В состав станции входили внешкольные учреждения для детей и взрослых, а также курсы по подготовке и повышению квалификации учителей. Опытная станция вела работу c детьми, устраивала совместную работу школы и населения по воспитанию детей, занималась исследовательской деятельностью. По образцу Первой опытной станции были созданы и другие опытные станции Наркомпроса, которые просуществовали до 1936 года. 

Известно, что С. Т. Шацкий пытался создать детское производство (кирпичный завод), но получил отказ. Также неудачно закончилась и попытка стать депутатом местного совета. 

С. Т. Шацкий организовал научную школу, которую представляли А. А. Фортунатов, М. Н. Скаткин, Л. К. Шлегер, В. Н. Шацкая и др. Ставший известным и уважаемым академиком АПН СССР М. Н. Скаткин, как и сам Шацкий, не имел диплома о высшем образовании.
С. Т. Шацкий внёс значительный вклад в разработку вопросов содержания образования в школе и повышения роли урока как основной формы учебной работы. Под руководством С. Т. Шацкого были разработаны методы педагогического исследования — социально-педагогический эксперимент, наблюдение, опрос.
В августе 1932 года в Московской консерватории по инициативе её директора С. Т. Шацкого и профессора А. Б. Гольденвейзера было создано Детское отделение для подготовки способных учеников к поступлению в музыкальный вуз — будущая центральная музыкальная школа.

## Адреса
- 1917 — Новослободская ул., Вадковский пер., д. 3[4]

## Увековечение памяти С. Т. Шацкого
- Средняя школа № 1 города Обнинска с 1961 года носит имя С. Т. Шацкого. Перед первым зданием школы (сейчас это здание занимает «Лингвоцентр» и вечерняя школа города) установлен бюст выдающегося педагога.

Бюст С. Т. Шацкого
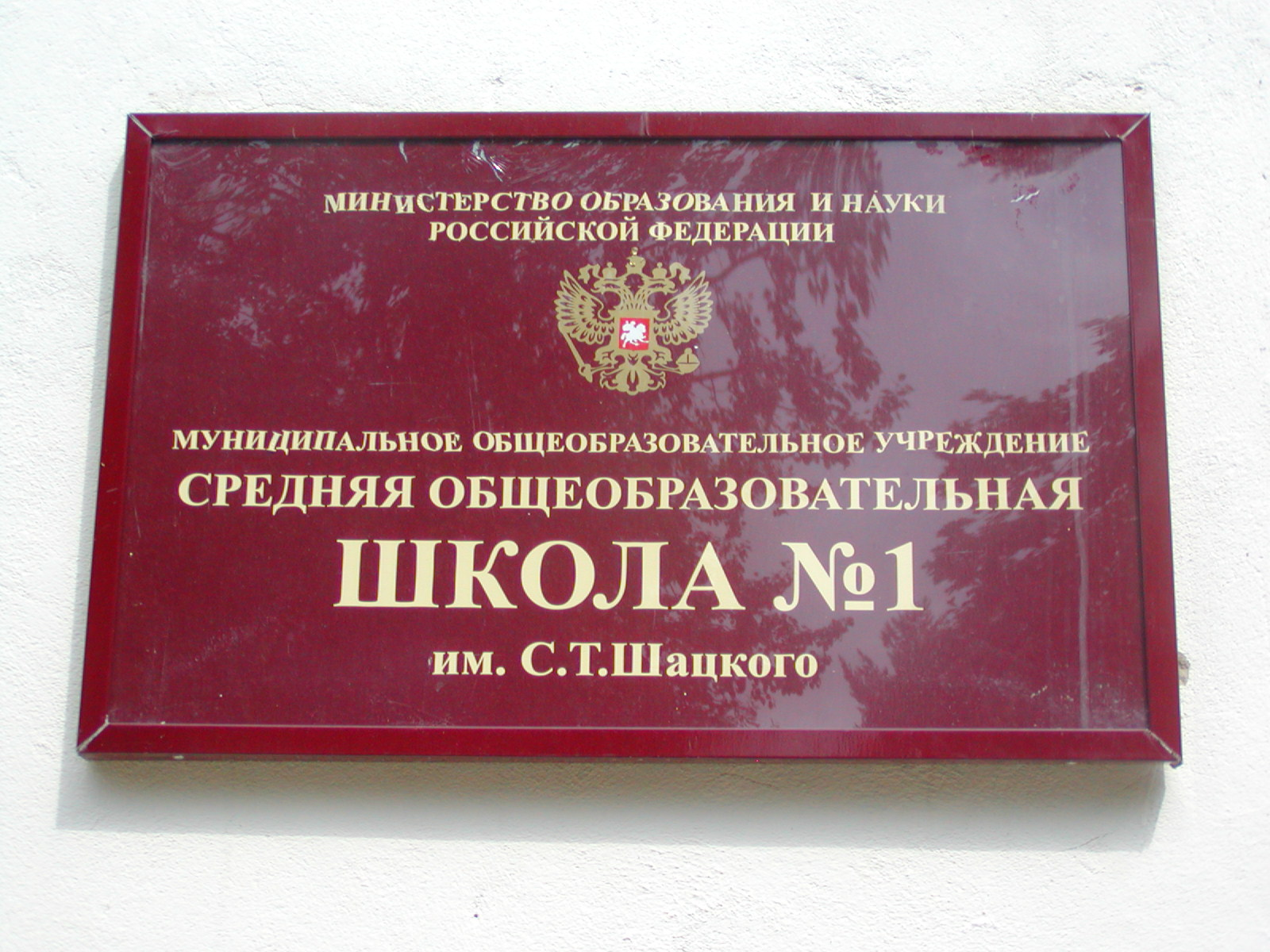
Вывеска школы № 1 имени С. Т. Шацкого

Могила С. Т. Шацкого и В. Н. Шацкой на Новом Донском кладбище

- 8 ноября 2018 г. в центре «Романтик» (г.о. Щёлково) открыты Мемориальные доски педагогу-экспериментатору Станиславу Теофиловичу Шацкому и его ученику-последователю Ричарду Валентиновичу Соколову. Церемония проходила в год 100-летия системы дополнительного (внешкольного) образования, вклад в развитие которой внесли упомянутые педагоги, оставившие свой след в истории Щёлковского района.[6]
- На Донском кладбище установлено мраморное надгробие над могилой С. Т. Шацкого и В. Н. Шацкой.

### Произведения С. Т. Шацкого
- Шацкий С. Т. Педагогические сочинения. В 4 т. Т. 1. (djvu) — М. : Изд-во Акад. пед. наук РСФСР, 1962. Тоже в pdf (с возм. поиска).
- Шацкий С. Т. Педагогические сочинения. В 4 т. Т. 2. — М. : Изд-во Акад. пед. наук РСФСР,1964. — включает в том числе «Система русского детского сада» (С. 55—58.)
- Шацкий С. Т. Педагогические сочинения. В 4 т. Т. 3. — М. : Изд-во Акад. пед. наук РСФСР,1964.
- Шацкий С. Т. Педагогические сочинения. В 4 т. Т. 4. — М. : Изд-во Акад. пед. наук РСФСР,1965.
- Шацкий С. Т. Избранные педагогические сочинения: В 2 т. М., 1980.
- Материал для бесед с маленькими детьми. Выпуск I. Пособие для детских садов. Времена года. Фрукты. Овощи. Гиацинт. Приготовление игрушек / Составлено сотрудниками общества "Детский труд и отдых" под редакцией Л. К. Шлегер и С. Т. Шацкого. — М.: Грамотей, 1913. — 32 с.
- Материал для бесед с маленькими детьми. Выпуск III. Пособие для детских садов. Растения / Составлено сотрудниками общества "Детский труд и отдых" под редакцией Л. К. Шлегер и С. Т. Шацкого. — М.: Грамотей, 1914. — 32 с.
- «Бодрая жизнь». М., «Грамотей», 1915 г. (дореволюц. орфография, фото) на портале Б-ки им. Ушинского.
- «Бодрая жизнь». Впервые опубл.: «Народное образование» («Известия Московской городской думы», 1914, № 5 — 12). Отдельной книгой с незн. изм. и доп. («День в колонии» и выводы) вышла в 1915 г. (М., «Грамотей»)(htm, в переводе на совр. орфографию, без фото).
- Этапы новой школы. Сборник статей и докладов / Под ред. С. Т. Шацкого. — М.: Работник просвещения, 1923. — 144 с.
- Шацкая В. Н., Шацкий С. Т. Бодрая жизнь. Из опыта детской трудовой колонии. — М.: Госиздат, 1924. — 180 с. — (Педагогическая библиотека. Серия 2. № 1.).
- Шацкий С. Т. Годы исканий. — М.: Учпедгиз, 1935. — 152 с. — 10 000 экз. (Впервые опубл.: М., «Мир», 1924.)
- Шацкий С. Т. Избранные педагогические сочинения. — М.: Учпедгиз, 1958. — 432 с. — 5000 экз.
- Шацкий С. Т. Избранные педагогические сочинения в 2-х томах. — М.: Педагогика, 1980. — Т. 1. — 304 с. — (Педагогическая библиотека). — 30 000 экз.
- Шацкий С. Т. Избранные педагогические сочинения в 2-х томах. — М.: Педагогика, 1980. — Т. 2. — 416 с. — (Педагогическая библиотека). — 30 000 экз.
- Шацкий С. Т. Работа для будущего / Сост. В. И. Малинин, Ф. А. Фрадкин. — М.: Просвещение, 1989. — 224 с. — 80 000 экз.

### О С. Т. Шацком
- Беляев В. И. Становление и развитие инновационной концепции С. Т. Шацкого. — М.: МНЭПУ, 1999.
- Бершадская Д. С. Педагогические взгляды и деятельность С. Т. Шацкого. — М.: Изд-во АПН РСФСР, 1960.
- Скаткин М. Н. С.Т. Шацкий о всестороннем развитии детей. — М.: Знание, 1977. — 64 с.
- Малинин Г. А., Фрадкин Ф. А. Воспитательная система С. Т. Шацкого. — М.: Прометей, 1993. — 176 с.
- Фрадкин Ф. А. Станислав Теофилович Шацкий и концепция школы — центра воспитания в социальной среде.
- Шацкий С. Т. Работа для будущего. Документальное повествование. Книга для учителя. / Сост.: В. И. Малинин, Ф. А. Фрадкин. М., 1989.
- Революция - искусство - дети. Материалы и документы. Часть 1. 1917-1923 / Сост. Н. П. Старосельцева. — 2-е, дораб. — М.: Просвещение, 1987. — 240 с.
- Опыт С.Т. Шацкого и современность (к 125-летию со дня рождения). Сборник статей. — Обнинск, 2003. — 124 с.
- Дополнительное образование детей: Учебное пособие для студентов высших учебных заведений / Под ред. О. Е. Лебедевой.— М., 2003.
- Уильям Партлетт. Культурная война в сельской школе. Калужский школьный комплекс С.Т.Шацкого в 1919-1927 гг. // Русский сборник. Исследования по истории России. — М.: Модест Колеров, 2006. — Т. III. — 368 с. — 500 экз. — ISBN 5-91150-005-1.
- Лазарев С. Е. Правовое регулирование вопросов советского просвещения в 20-е годы XX в. // Гражданин и право. 2019. № 8 (197). С. 3-12.
- Лазарев С. Е. Шацкий Станислав Теофилович // Россия в Гражданской войне. 1918—1922: Энциклопедия: в 3 т. / отв. ред. А. К. Сорокин. Т. 3: Р—Я. М.: Политическая энциклопедия, 2021. С. 704—705.
- Биография С. Т. Шацкого на портале // Форпост культуры им. С. Т. Шацкого.
- Социально-педагогическое наследие Станислава Теофиловича Шацкого и современность : (к 130-летию со дня рождения) : материалы научно-практической конференции, 23 октября 2008 года / Международная акад. наук пед. образования, Российский гос. социальный ун-т, Каф. социальной и семейной педагогики; [под ред. Л. В. Мардахаева, А. К. Быкова]. — Москва : Изд-во Российского гос. социального ун-та, 2008. — 185 с. : ил.; 21 см; ISBN 978-5-7139-0639-9
- Краткая биография и могила Шацких на Донском кладбище